# Аргуж
Аргу́ж, Арґуж (фр. Argouges) — колишній муніципалітет у Франції, у регіоні Нормандія, департамент Манш. Населення — 541 осіб (2011).
Муніципалітет був розташований на відстані близько 280 км на захід від Парижа, 110 км на південний захід від Кана, 75 км на південь від Сен-Ло.

## Історія
До 2015 року муніципалітет перебував у складі регіону Нижня Нормандія. Від 1 січня 2016 року належав до нового об'єднаного регіону Нормандія.
1 січня 2017 року Аргуж, Карне, Ла-Круа-Авраншен, Монтанель, Вергонсе i Вільє-ле-Пре було приєднано до муніципалітету Сен-Жам.

## Демографія
Динаміка населення (INSEE ):
Розподіл населення за віком та статтю (2006):
| Стать | Всього | До 15 років | 15-24 | 25-44 | 45-64 | 65-85 | Понад 85 |
| --- | ------ | ----------- | ----- | ----- | ----- | ----- | -------- |
| Чоловіки | 296    | 52          | 36    | 64    | 80    | 52    | 12       |
| Жінки | 268    | 52          | 32    | 64    | 60    | 60    | 0        |
| \| Статево-вікова піраміда \| Статево-вікова піраміда \| Статево-вікова піраміда \| \| ----------------------- \| ----------------------- \| ----------------------- \| \| Чоловіки \| Вік \| Жінки \| \| 12 \| 85 + \| 0 \| \| 20 \| 80-84 \| 16 \| \| 8 \| 75-79 \| 24 \| \| 16 \| 70-74 \| 12 \| \| 8 \| 65-69 \| 8 \| \| 4 \| 60-64 \| 4 \| \| 16 \| 55-59 \| 12 \| \| 36 \| 50-54 \| 16 \| \| 24 \| 45-49 \| 28 \| \| 16 \| 40-44 \| 12 \| \| 28 \| 35-39 \| 12 \| \| 4 \| 30-34 \| 20 \| \| 16 \| 25-29 \| 20 \| \| 24 \| 20-24 \| 20 \| \| 12 \| 15-20 \| 12 \| \| 8 \| 10-14 \| 16 \| \| 20 \| 5-9 \| 20 \| \| 24 \| 0-4 \| 16 \| |        |             |       |       |       |       |          |
| Статево-вікова піраміда |        |             |       |       |       |       |          |
| Чоловіки | Вік    | Жінки       |       |       |       |       |          |
| 12 | 85 +   | 0           |       |       |       |       |          |
| 20 | 80-84  | 16          |       |       |       |       |          |
| 8 | 75-79  | 24          |       |       |       |       |          |
| 16 | 70-74  | 12          |       |       |       |       |          |
| 8 | 65-69  | 8           |       |       |       |       |          |
| 4 | 60-64  | 4           |       |       |       |       |          |
| 16 | 55-59  | 12          |       |       |       |       |          |
| 36 | 50-54  | 16          |       |       |       |       |          |
| 24 | 45-49  | 28          |       |       |       |       |          |
| 16 | 40-44  | 12          |       |       |       |       |          |
| 28 | 35-39  | 12          |       |       |       |       |          |
| 4 | 30-34  | 20          |       |       |       |       |          |
| 16 | 25-29  | 20          |       |       |       |       |          |
| 24 | 20-24  | 20          |       |       |       |       |          |
| 12 | 15-20  | 12          |       |       |       |       |          |
| 8 | 10-14  | 16          |       |       |       |       |          |
| 20 | 5-9    | 20          |       |       |       |       |          |
| 24 | 0-4    | 16          |       |       |       |       |          |

## Економіка
2010 року серед 319 осіб працездатного віку (15—64 років) 237 були активними, 82 — неактивними (показник активності 74,3%, у 1999 році було 65,1%). З 237 активних мешканців працювали 222 особи (132 чоловіки та 90 жінок), безробітними було 15 (7 чоловіків та 8 жінок). Серед 82 неактивних 22 особи були учнями чи студентами, 29 — пенсіонерами, 31 була неактивною з інших причин.

У 2010 році в муніципалітеті числилось 226 оподаткованих домогосподарств, у яких проживали 537,0 особи, медіана доходів виносила 14 873 євро на одного особоспоживача